# Eve Ensler
Eve Ensler (ur. 25 maja 1953 w Scarsdale w stanie Nowy Jork) – amerykańska dramatopisarka i aktywistka ruchu feministycznego, autorka sztuki Monologi waginy i książki Dobre ciało.
Eve Ensler jest poetką, scenarzystką filmową, a przede wszystkim autorką licznych sztuk teatralnych m.in. The Depot, Floating Rhoda and the Glue Man, Extraordinary Measures, Ladies, Lemonade, Necessary Targets. „Monologi waginy” przyniosły jej w 1997 roku prestiżową nagrodę OBIE, a sukces, który odniosły na scenach całego świata, stał się początkiem globalnego ruchu V-Day, skierowanego przeciwko przemocy wobec kobiet.